# پینوکیوی گیرمو دل تورو
پینوکیوی گیرمو دل تورو (انگلیسی: Guillermo del Toro's Pinocchio؛ یا به اختصار پینوکیو) فیلم پویانمایی فانتزی موزیکال استاپ‌موشن محصول سال ۲۰۲۲ به کارگردانی گیرمو دل تورو و مارک گوستافسون (در نخستین تجربهٔ کارگردانی بلند) است که بر اساس فیلمنامه‌ای از دل تورو و پاتریک مک‌هیل ساخته شده‌است. این فیلم بر اساس طرح گریس گریملی از نسخهٔ ۲۰۰۲ رمان ایتالیایی ماجراهای پینوکیو اثر کارلو کلودی در سال ۱۸۸۳ ساخته شده‌است. صداپیشگان ایوان مک‌گرگور، دیوید بردلی، گریگوری من، بورن گورمن، جان تورتورو، ران پرلمن، فین ولفهارد، کیت بلانشت، تیم بلیک نلسون، کریستف والتس و تیلدا سوینتن در آن به ایفای نقش پرداخته‌اند.
پینوکیو در سال ۲۰۰۸ به‌وسیلهٔ دل تورو اعلام شد و در ابتدا قرار بود در سال ۲۰۱۳ یا ۲۰۱۴ منتشر شود، اما این پروژه به برزخ توسعه رفت. در ژانویه ۲۰۱۷، مک‌هیل برای نوشتن فیلم‌نامه اعلام شد، اما تولید در نوامبر ۲۰۱۷ به حالت تعلیق درآمد زیرا هیچ استودیویی حاضر به تأمین بودجهٔ مالی آن نبود. این پروژه سال بعد پس از خرید به‌وسیلهٔ نتفلیکس دوباره احیا شد.
اولین نمایش جهانی پینوکیوی گیرمو دل تورو در ۱۵ اکتبر ۲۰۲۲ در جشنواره فیلم لندن بود. این فیلم در ۹ نوامبر ۲۰۲۲ در سینماهای منتخب اکران شد و در ۹ دسامبر از طریق نتفلیکس پخش شد. این فیلم مورد تحسین منتقدان قرار گرفت و کارگردانی دل تورو و گوستافسون، انیمیشن، موسیقی متن و صداپیشگی آن را تحسین کردند. این فیلم در مراسم گلدن گلوب نامزد دریافت سه جایزه شد که جایزهٔ بهترین فیلم پویانمایی را کسب کرد. این انیمیشن همچنین جایزه اسکار بهترین فیلم پویانمایی را از نود و پنجمین دوره جوایز اسکار دریافت نمود.

## داستان
در طول جنگ جهانی دوم در ایتالیا، بیست سال پس از اینکه ژپتو پسرش کارلو را در یک بمباران هوایی از دست می‌دهد، در حالت خشم یک درخت کاج را قطع می‌کند و از آن برای ساختن یک پسر چوبی استفاده می‌کند. وود اسپیریت (روح جنگل) این عروسک را زنده می‌کند و او را به عنوان پینوکیو تعمید می‌دهد و سباستین جی. کریکت را به عنوان وجدان او هدایت می‌کند و به سباستین قول می‌دهد در ازای این کار خود آرزویی داشته باشد.
ژپتو از خواب بیدار می‌شود و وحشت‌زده پینوکیو را زنده می‌بیند و از شیطنت‌های او خسته می‌شود، در نتیجه روستای پودستا به ژپتو دستور می‌دهد که پینوکیو را به مدرسه بفرستد. در راه، پینوکیو توسط شومن کنت ولپ و میمونش اسپازاتورا رهگیری می‌شود که پینوکیو را به سیرک خود می‌آورند. ژپتو برای بازگرداندن پینوکیو از راه می‌رسد و در نتیجه درگیری بین او و ولپ رخ می‌دهد که با برخورد مرگبار پینوکیو با یک کامیون به پایان می‌رسد. در زندگی پس از مرگ، او با خواهر وود اسپیریت، یعنی مرگ ملاقات می‌کند، که به پینوکیو توضیح می‌دهد که او جاودانه است و وقتی ساعت شنی خالی می‌شود، او را زنده می‌کند. مرگ به پینوکیو هشدار می‌دهد که هر چه بیشتر بمیرد، زمان بیشتری را در زندگی پس از مرگ سپری خواهد کرد.
پس از بازگشت به دنیای فانی، پینوکیو تصمیم می‌گیرد با اجرای برنامه در سیرک برای ژپتو پول دربیاورد و همچنین از اعزام به ارتش توسط پودستا اجتناب کند. در تلاش برای بازگرداندن خود به عنوان ستاره سیرک، اسپازاتورای حسود به پینوکیو می‌گوید که ولپ در مورد پولی که قول داده بود به پدرش بفرستد، دروغ گفته‌است. با شنیدن این حرف، ولپ به طرز شرورانه‌ای اسپازاتورا را تنبیه می‌کند و پینوکیو را ناراحت می‌کند. برای خرابکاری ولپ، پینوکیو آهنگی را اجرا می‌کند که بنیتو موسولینی را در حین حضورش به تمسخر می‌گیرد. موسولینی پینوکیو را اعدام می‌کند و سیرک را می‌سوزاند. پس از احیا، پینوکیو متوجه می‌شود که توسط پودستا به یک بوت کمپ ارسال شده‌است، جایی که همراه با پسران دیگر برای جنگیدن در جنگ آموزش می‌بینند.
پینوکیو با کندلویک، پسر پودستا، دوست می‌شود که می‌ترسد پدرش را ناامید کند. پس از اینکه یک بازی تمرینی بین دو تیم به رهبری پینوکیو و کندلویک با نتیجه مساوی به پایان می‌رسد، پودستا به کندلویک دستور می‌دهد که به پینوکیو شلیک کند. کندلویک امتناع می‌کند و در مقابل پدرش می‌ایستد. سپس اردوگاه آموزشی توسط هواپیماهای متفقین بمباران می‌شود و پودستا کشته می‌شود، در حالی که کندلویک و پسران دیگر فرار می‌کنند. پینوکیو توسط ولپ دستگیر می‌شود، که سعی می‌کند او را به انتقام از بین بردن حرفه‌اش بسوزاند. اسپازاتورا پینوکیو را نجات می‌دهد و در نتیجه ولپ در کنار پینوکیو و اسپازاتورا در هنگام مبارزه با میمون از صخره‌ای کنار دریا سقوط می‌کند و جان خود را از دست می‌دهد.
پینوکیو و اسپازاتورا که در دریا گم شده‌اند توسط یک ماهی غول پیکر بلعیده می‌شوند. آن‌ها در داخل شکم این هیولا، ژپتو و سباستین را پیدا می‌کنند که در طول جستجوی پینوکیو هیولا آنها را نیز بلعیده‌است. به لطف ایده سباستین، پینوکیو دروغ می‌گوید تا بینی خود را به یک شاخه بزرگ تبدیل کند، تا پلی را تشکیل دهد که از سوراخ دمنده هیولا خارج شود. پس از فرار، در حالی که هیولا تلاش می‌کند دوباره آنها را بخورد، پینوکیو با انفجار یک مین دریایی در داخل هیولا خود را قربانی می‌کند و هر دوی آنها را می‌کشد. پس از ملاقات دوباره با مرگ، پینوکیو خواستار فرستادن زودهنگام برای نجات ژپتو از غرق‌شدن می‌شود. مرگ به او هشدار می‌دهد که انجام این کار او را فانی می‌کند، اما پینوکیو برای بازگشت ساعت شنی را می‌شکند و در نهایت در حالی که پدرش را نجات می‌دهد غرق می‌شود. وود اسپیریت دوباره نزد پدر ژپتوی عزادار ظاهر می‌شود و سباستین از آرزویش استفاده می‌کند تا پینوکیو را زنده کند.
پینوکیو با پدرش، سباستین و اسپازاتورا به خانه برمی گردد تا همگی به عنوان یک خانواده با هم زندگی کنند. پینوکیو که از همه عزیزانش بیشتر زندگی می‌کند، تصمیم می‌گیرد به دور دنیا سفر کند.

## صداپیشگان
- گریگوری من در نقش پینوکیو، یک عروسک چوبی زنده و پر جنب و جوش و قهرمان اصلی داستان.
- ایوان مک‌گرگور در نقش سباستین جی. کریکت، یک جیرجیرک مسافر و راوی داستان که در داخل پینوکیو به عنوان راهنما و وجدان زندگی می‌کند.[۹]
- دیوید بردلی در نقش استاد ژپتو، پدر پینوکیو، یک چوب‌تراش دلشکسته که پسر متوفی خود کارلو را غمگین می‌کند.[۹]
- کریستف والتس در نقش کنت ولپ، یک اشراف‌زاده بلندپرواز که به عروسک گردانی تبدیل شده و استاد سیرک است. او در فقر زندگی می‌کند و آنتاگونیست اصلی است. او ترکیبی از شخصیت‌های مانگیافوکو و فاکس از داستان اصلی پینوکیو است.[۹]
- تیلدا سوینتن در نقش وود اسپرایت، پری جادویی خردمندی که بر روحی که به پینوکیو زندگی بخشید نظارت می‌کند.[۱۰] سوینتن همچنین صداپیشگی خواهر وود، دث، را بر عهده دارد.
- بورن گورمن در نقش کشیش، روحانی کلیسا و موکل سابق ژپتو[۱۱]
- جان تورتورو در نقش ایل دوتوره، پزشک روستای ژپتو.[۱۲]
- ران پرلمن در نقش پودستا، پدر کندلویک، یک مقام دولتی فاشیست که پینوکیو را به یک سرباز تبدیل می‌کند.[۹]
- فین ولفهارد در نقش کندلویک، پسر پودستا که قبل از دوستی با پینوکیو روی او قلدری می‌کند.[۹]
- کیت بلانشت در نقش سپتازاتورا، دستیار میمون کنت ولپ (مرد) که اربابش با او بدرفتاری می‌کند.[۹]
- تیم بلیک نلسون در نقش خرگوش‌های سیاه، گله‌ای از خرگوش‌های سیاه که برای مرگ کار می‌کنند.[۱۳]

## تولید

### توسعه

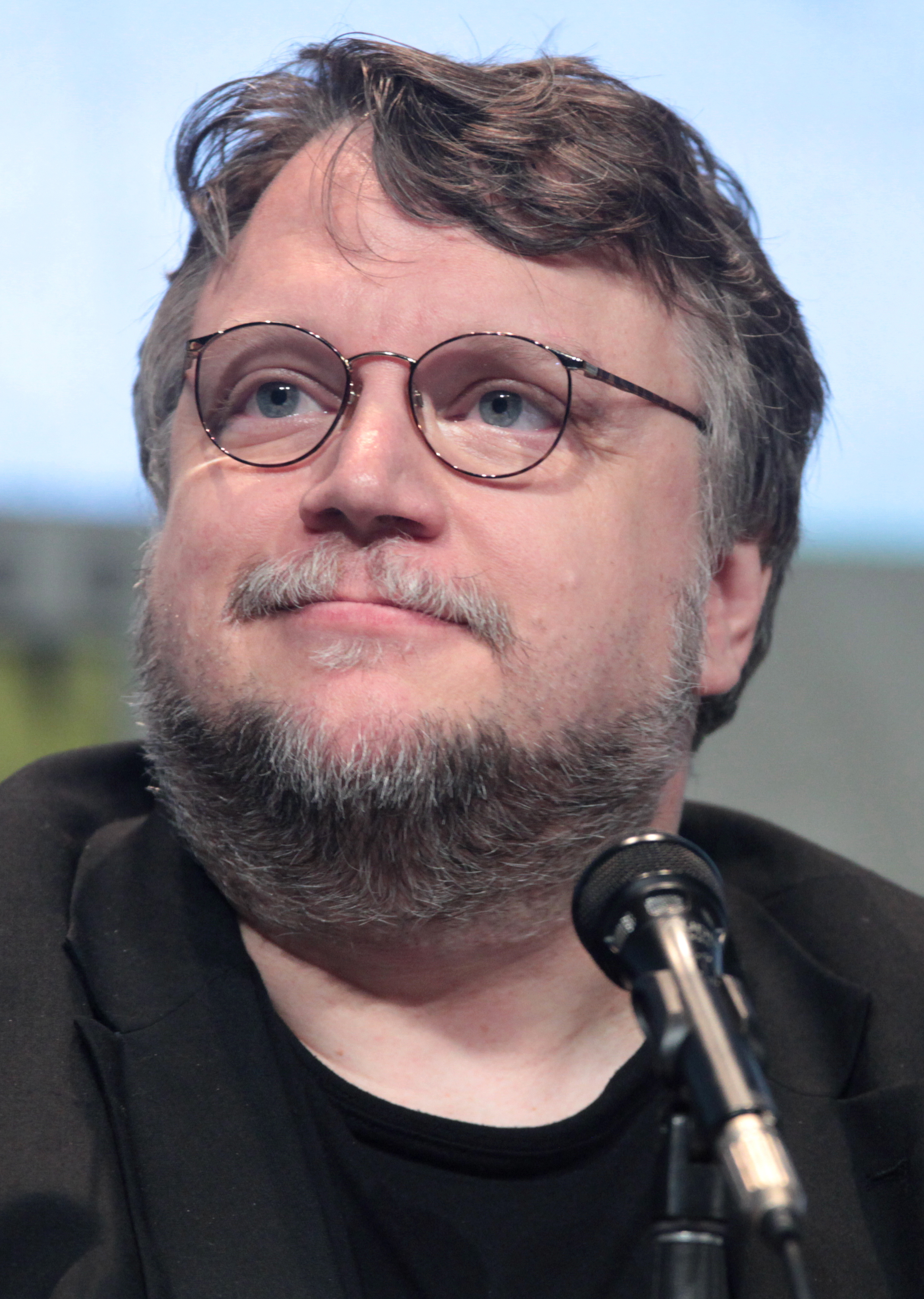
گیرمو دل تورو از سال ۲۰۰۸ روی این فیلم کار کرد.

در سال ۲۰۰۸، گیرمو دل تورو اعلام کرد که پروژه بعدی او، اقتباسی تاریک‌تر از رمان ایتالیایی ماجراهای پینوکیو، در دست توسعه است. او پینوکیو را پروژه پرشور خود نامیده و گفته‌است: «هیچ گونه هنری به اندازه انیمیشن روی زندگی و آثارم تأثیرگذار نبوده و هیچ شخصیتی در تاریخ به اندازه پینوکیو با من ارتباط شخصی عمیقی نداشته‌است»، و «تا زمانی که یادم می‌آید می‌خواستم این فیلم را بسازم.» در ۱۷ فوریه ۲۰۱۱، اعلام شد که گریس گریملی و مارک گوستافسون یک استاپ‌موشن پینوکیو به نویسندگی دل تورو در کنار همکار دیرینه‌اش متیو رابینز و گریملی بر اساس طرح‌های گریملی را کارگردانی خواهند کرد و دل تورو همراه با شرکت جیم هنسنو پتیتهیه‌کننده آن است. گریملی ظاهر پینوکیو را برای فیلم طراحی کرد و او را به عنوان چوب ناتمام به تصویر کشید. در ۱۷ می ۲۰۱۲، دل تورو هدایت گریملی را بر عهده گرفت. در فوریه ۲۰۱۲، دل تورو چند هنر مفهومی با طرح‌های پینوکیو، ژپتو، جیرجیرک سخنگو، مانگیافوکو و روباه و گربه منتشر کرد. در ۳۰ ژوئیه ۲۰۱۲، اعلام شد که این فیلم توسط شدوومشین تولید و انیمیشن خواهد شد. این فیلم ابتدا قرار بود در سال ۲۰۱۳ یا ۲۰۱۴ منتشر شود، اما پروژه به برزخ توسعه رفت و برای چندین سال اطلاعی از آن در دسترس نبود.
در ۲۳ ژانویه ۲۰۱۷، اعلام شد پاتریک مک‌هیل فیلم‌نامه را با دل تورو می‌نویسد. در ۳۱ اوت ۲۰۱۷، دل تورو به ایندی‌وایر در هفتاد و چهارمین جشنواره فیلم ونیز گفت که فیلم به افزایش بودجه ۳۵ میلیون دلاری بیشتر نیاز دارد وگرنه لغو می‌شود. در ۸ نوامبر ۲۰۱۷، او گزارش داد که این پروژه اتفاق نمی‌افتد، زیرا هیچ استودیویی حاضر به تأمین مالی آن نبود. در یک زمان، متیو رابینز در نظر گرفت که فیلم را به عنوان یک انیمیشن دوبعدی با هنرمندی فرانسوی ژوآن سفار بسازد تا هزینه‌ها را کاهش دهد، اما دل تورو در نهایت تصمیم گرفت که باید با استاپ‌موشن باشد، حتی اگر بودجه بالاتر کار را سخت‌تر کند. با این حال، در ۲۲ اکتبر ۲۰۱۸، اعلام شد که فیلم دوباره احیا شده‌است و نتفلیکس آن را خریداری کرد.

### انتخاب بازیگران و فیلم‌برداری
در ۳۱ ژانویه ۲۰۲۰، اعلام شد که ران پرلمن، تیلدا سوینتن، ایوان مک‌گرگور، کریستف والتس و دیوید بردلی به گروه بازیگران این فیلم پیوستند. دنیل ردکلیف، تام ویتس و کریستوفر واکن قبلاً برای بازی در فیلم در نظر گرفته شده بودند. ردکلیف بعداً به عنوان تهیه‌کننده اجرایی فیلم باقی ماند. در ۱۹ اوت ۲۰۲۰، گریگوری مان، کیت بلانشت، تیم بلیک نلسون، فین ولفهارد، جان تورتورو و برن گورمن به بازیگران فیلم پیوستند.
فیلمبرداری از ۳۱ ژانویه ۲۰۲۰ در گوادالاخارا، مکزیک و پورتلند، اورگن آغاز شد.

### موسیقی
در ۸ ژانویه ۲۰۲۰، الکساندر دسپلا شروع به آهنگسازی موسیقی فیلم و همچنین نوشتن ترانه‌های اصلی برای فیلم کرد. این دومین باری است که دسپلا و دل تورو در یک فیلم با یکدیگر همکاری کردند که اولین آن‌ها مربوط به شکل آب (۲۰۱۷) بود. در ۲۳ اوت ۲۰۱۲، نیک کیو ابتدا برای آهنگسازی به این فیلم ملحق شد اما ۸ سال بعد دسپلا جایگزین او شد.

## انتشار
در نوامبر ۲۰۱۸، نتفلیکس تاریخ اکران فیلم را برای سال ۲۰۲۱ تعیین کرد. در ژانویه ۲۰۲۱، تد ساراندوس، مدیر عامل نتفلیکس، اعلام کرد که اکران این فیلم می‌تواند به سال ۲۰۲۲ یا بعد از آن منتقل شود. در دسامبر ۲۰۲۱، دل تورو گفت که فیلم در سه‌ماهه آخر سال ۲۰۲۲ منتشر خواهد شد. در ژانویه و ژوئیه ۲۰۲۲، با انتشار اولین دیباچه این فیلم، برای اکران در دسامبر اعلام شد.
اولین نمایش جهانی پینوکیو گیرمو دل تورو در جشنواره فیلم لندن در ۱۵ اکتبر ۲۰۲۲ بود. این فیلم در ۵ نوامبر ۲۰۲۲ در جشن انستیتوی فیلم آمریکا نمایش داده شد. این فیلم در ۹ نوامبر ۲۰۲۲ در سینماهای منتخب و در ۹ دسامبر ۲۰۲۲ در نتفلیکس انتشار یافت. سایمون اند شوستر فیلم‌نامه این فیلم را به شکل رمان اقتباس کرد.

## بازخورد منتقدان
در وبگاه جمع‌آوری نقد راتن تومیتوز، ٪۹۷ از ۲۳۷ بررسی منتقدان مثبت است و میانگینِ امتیاز آن ۸٫۳/۱۰ است. اجماع این وبگاه چنین می‌نویسد: «پینوکیوی گیرمو دل تورو کاملاً عنوان خود را محقق می‌کند — که می‌توان گفت این اقتباس به‌لحاظ بصری خیره‌کننده‌ای است که تاریکی منبع اصلی خود را در بر می‌گیرد.» این فیلم در متاکریتیک که از میانگین وزنی استفاده می‌کند، بر اساس نظر ۴۸ منتقدین امتیاز ۷۹ از ۱۰۰ را کسب کرده که نشان‌گر «نقدهای عموماً مطلوب» است.